# تايفو
تايفو Typhoo علامة تجارية للشاي في المملكة المتحدة.
أطلقت عام 1903 على يد جون سامنر الاين في برمنجهام في  إنجلترا. وتملكها حالياً مجموعة أبيجاي سوريندرا الهندية.